# Associazione Calcio Perugia 1960-1961
Questa voce raccoglie le informazioni riguardanti l'Associazione Calcio Perugia nelle competizioni ufficiali della stagione 1960-1961.

## Rosa
| N. |                    | Ruolo | Calciatore         |
| -- | ------------------ | ----- | ------------------ |
|    | Italia (bandiera)  | C     | Vittorio Baroncini |
|    | Italia (bandiera)  | C     | Enzo Blasoni       |
|    | Italia (bandiera)  | C     | Enrico Cecchi      |
|    | Italia (bandiera)  | C     | Giampaolo Cominato |
|    | Italia (bandiera)  | A     | Andrea Daliana     |
|    | Italia (bandiera)  | D     | Oberdan Ferri      |
|    | Italia (bandiera)  |       | Finetti            |
|    | Francia (bandiera) | P     | Robert Forte       |
|    | Italia (bandiera)  | A     | Dante Fortini      |
|    | Italia (bandiera)  | C     | Franco Frilli      |
|    | Italia (bandiera)  | C     | Piero Grasselli    |
|    | Italia (bandiera)  | D     | Benito Litti       |

| N. |                   | Ruolo | Calciatore         |
| -- | ----------------- | ----- | ------------------ |
|    | Italia (bandiera) | A     | Vieri Magli        |
|    | Italia (bandiera) |       | Mazzi              |
|    | Italia (bandiera) | C     | Gabriele Moretti   |
|    | Italia (bandiera) | C     | Nicola Marinelli   |
|    | Italia (bandiera) | D     | Franco Mori        |
|    | Italia (bandiera) | C     | Oriano Nenci       |
|    | Italia (bandiera) | C     | Massimo Roscini    |
|    | Italia (bandiera) | P     | Gennaro Tassini    |
|    | Italia (bandiera) | A     | Enrico Tomassini   |
|    | Italia (bandiera) | D     | Gaudenzio Trentini |
|    | Italia (bandiera) | A     | Guido Zucchini     |